# Bracomorpha torkai
Bracomorpha torkai är en stekelart som beskrevs av Papp 1971. Bracomorpha torkai ingår i släktet Bracomorpha och familjen bracksteklar. Inga underarter finns listade.